# 안티고네 (아누이)
장 아누이의 안티고네는 장 아누이가 안티고네를 소재로 집필한 1944년도 희곡이다.

## 소개
소포클레스의 ＜안티고네＞는 신의 법과 인간의 법의 대립이 주요 테마였다. 안티고네는 망자에 대한 예절을 지키며 신의 법을 수호하기 위해 죽음을 택하는 위엄 있고 당당한 어른의 모습이다. 반면, 순수함과 자유와 절대적 행복이 주요 테마로 나타나는 아누이의 작품 속에서 안티고네는 어린애 같고 절대적인 것을 추구하며 그것을 가로막는 모든 것을 거부하는 젊음의 반항을 표현한다. 그러므로 아누이의 안티고네는 현실과 타협하며 위선적인 태도로 살아가기보다는 차라리 죽음을 선택하는 것이다. 그렇지만 그녀는 죽기 전에 자신이 왜 죽는 것인지 모르겠다고 고백하면서 자신의 죽음이 의미 없고 부조리한 일임을 깨닫는다.
아누이의 크레온은 섬세하고 고뇌하는 합리적인 통치자의 모습이다. 안티고네를 살리려고 모든 수단을 동원한다. 그는 개인의 가치관이나 성향보다는 국가의 안위를 우선시하는 책임감 있는 왕으로, 왕의 직무를 권력의 상징이 아니라 매일 수행해야 하는 노동자의 일과 같은 것으로 간주한다. 그러므로 크레온은 개인의 정서나 취향과 상관없이 맡은 임무를 완수할 수밖에 없는 상황을 이해해야 하고 현실과 타협하면서 얻는 일상의 작은 행복으로 만족해야 한다고 주장한다. 이러한 크레온의 모습은 완벽한 자유와 절대적인 것을 추구하며 그것에 위반되는 모든 것을 거부하고 죽음을 선택하는 안티고네와는 대조적이다. ‘네’와 ‘아니요’로 축약해 볼 수 있는 크레온과 안티고네의 긴 대결 장면은 악한 자와 선한 자의 대립이 아니라 삶의 자세가 다른 두 인물 간의 대립인 것이다.

## 서지 정보
- 안보옥 역, 장 아누이의 안티고네, 지만지, 2011, ISBN 978-89-6406-845-8